# Jeju
Jeju je vulkanski otok koji se nalazi u Korejskom tjesnacu (Tihi ocean), 130 km južno od Korejskog poluotoka. Jeju je također i najveći otok Južne Koreje i njegova najmanja pokrajina, koja uživa poseban autonomni status snažne samouprave od 1946. godine.
Središnja odlika otoka je Hallasan, najviša planina Južne Koreje (1.950 m nadmorske visine) i uspavani vulkan kojeg čini 360 sitnih satelitskih vulkana. Vulkanski otok i njegove cijevi lave su 2007. godine upisane na UNESCO-ov popis mjesta svjetske baštine u Aziji kao "lokalitet izvanredne ljepote, koji je svjedočanstvo povijesti planeta i njegovih procesa".

## Prirodne odlike
Vulkanska aktivnost na Jeju je otprilike počela u razdoblju krede i potrajala je do ranog trijasa (prije 140-65 milijuna godina). Posljednja vulkanska aktivnost je zabilježena prije oko 800 godina. Otok je prekriven vulkanskim kamenjem i vulkanskim tlom koje je produkt djelovanja vulkana Hallasan, na čijem vrhu se nalazi slikoviti krater s jezerom, Baengnokdam, koji je nastao prije 25.000 godina.
Znanstveni značaj otoka proiziazi iz velikog broja cijevi lave, poznate i kao "lateralni vulkani" (kor. oreum). Ovi tuneli kroz koje je nekada tekla lava su danas prazne špilje, neke među najvećima na svijetu. One su zanimljive znanstvenicima vulkanolozima, ali i velika turistička atrakcija otoka. Sustav vulkanskih cijevi Geomunoreum je jedan od najboljih primjera ovog prirodnog fenomena na svijetu, i njegovi brojni stalaktiti i tamni zidovi cijevi su prekriveni naslagama višebojnih dekoracija ugljika. 
Uz obalu grada Seogwipo nalazi se širok pojas prirodnih kamenih stupaca i obližnji otočići Beomseom i Moonseom, koji predstavljaju značajnu prirodnu ljepotu otoka. Fosili školjkaša i drugih životinja pronađeni u ovom području su također značaj izvor za znanstvenike. Nadomak obale nalazi se i sedreni stožac Seongsan Ilchulbong koji je svjetski raritet i mjesto za istraživanje surtsejanskih vrsta vulkanskih erupcija pri kojima nastaju sedimentne stijene.
Središnji dio otoka, planina Hallasan, je proglašena nacionalnim parkom 1966. godine, i cijelo područje otoka koje je više od 800 metara je zaštićeno. Značajan dio nacionalnog parka je špilja Pillemot s arheološkim nalazima ljudskog obitavanja iz paleolitika.
Otok je značajan i zbog velike bioraznolikosti. Na otoku prirodno raste polovica cjevastih biljaka Koreje (1.565 vrsta), kao i 200 drugih autohtonih biljaka, te 33 endema. No, polovici od njih prijeti izumiranje, kao npr. polarnim biljkama na vrhu Hallasana koje su se naselile za posljednjeg ledenog doba (prije oko 10.000 godina) kada je otok bio kopnenim mostom povezan s korejskim poluotokom. Ostale biljke su suptropske šume u nižim područjima otoka, koje su također ugrožene (Prašuma Gotjawal).
Na otoku obitava 17 vrsta sisavaca, 198 vrsta ptica, 8 vrsta vodozemaca, 8 reptila i 947 vrsta insekata. 
- Vulkansko jezero na planini Hallasan
- Slap Cheonjiyeon
- Prašuma Gotjawal na kamenom terenu ʻaʻā ("lava")
- Seongsan
- Otok Beomseom
- Vulkanska cijev Manjanggul, najveća na svijetu
- Slap Cheonjeyeon

## Povijest
Zabilježeno je kako je kralj Sille, kraljevstva u istočnoj Koreji, primio 15. potomka vladara dinastije Koulla, kraljevstva Tamna koje je vladalo cijelim otokom Jeju. To se vjerojatno dogidolo za vrijeme razdoblja "Tri kraljevstva Koreje" (57. pr. Kr.-668.).
Kada je osnivač kraljevstva Goryeo, kralj Taejo, želio ustanoviti isti vazalski odnos koji je Tamna imao prema Silli, Tamna je odbila i Taejo je poslao svoje trupe da okupiraju otok. Naposljetku je vladar otoka, Ko ja-gyeon, prihvatio vlast Goryeoa 938. godine i poslao je svog sina, kraljevića Malloa, na Goryeo dvor, kao taoca. Od 1105. godine, kralj Sukjong je ustanovio pokrajinu Tamna-gun i dvorski službenici su poslani na otok da organiziraju upravu.
God. 1271., general Kim Tong-jeong je pobjegao iz Koreje na otok gdje je sa svojom vojskom sagradio utvrde Hangpadu i Kwiil-chon, odakle je dvije godine uspijevao odolijevati združenim mongolsko-korejskim snagama, no na koncu je suočen s vojskom od 10.000 bio potpuno uništen.
Dana 3. travnja 1948. godine na otoku Jeju je započeo oružani ustanak protiv korejske uprave, uglavnom u središnjem dijelu otoka, na planini Halla, koju je Republika Koreja proglasila "neprijateljskim područjem". Više od 30.000 ljudi je stradalo u sukobima, a vlada je u logore zatočila mnoge komunističke radikale, ali i neke obične seljake. Iako je vladina represija pobune još uvijek obavijena velom tajne, vjeruje se kako je bila jako okrutna i podržana od strane vlade SAD-a. U travnju 2006. godine se predsjednik Južne Koreje, Roh Moo-hyun, službeno ispričao stanovnicima pokrajine Jeju za vladinu odgovornost u pokolju 3. travnja 1948. godine.
U srpnju 2007. godine južnokorejska vlada je odabrala selo Gangjeong na južnoj obali otoka kao mjesto izgradnje 970 milijuna dolara vrijedne pomorske vojarne. Izgradnja je počela u siječnju 2011. godine, ali su seljani odmah počeli sabotirati izgradnju postavljanjem šatora na lokalitetu izgradnje i postavljajući žive štitove ispred strojeva. Također su pokrenuli zakonsku obustavu radova i jako medijski popratili svoj otpor. U kolovozu 2011. godine glasnogovornik južnokorejske vlade je izjavio kako je lokalitet pomorske baze odabran uz uvažavanje mišljenja lokalnih stanovnika, kako su studije pokazale da neće imati utjecaja na okoliš i kako su poduzete sve mjere da se zaštite ugrožene vrste s otoka.

## Uprava
God. 2005., stanovnici otoka su refurendumom podržali prijedlog da se dotadašnje županije Bukjeju (Sjeverni Jeju) pripoji gradu Jejuu (제주시, 濟州市), a Namjeju (Južni Jeju) pripadne upravi grada Seogwipoa. Pokrajina Jeju-do (hangul: 제주도, hanja: 濟州島) je promijenila ime u Posebna autonomna pokrajina Jeju s dva upravna središta, gradovima Jeju i Seogwipo. Od 1. srpnja 2006. godine Jeju je postao prva i jedina autonomna pokrajina Južne Koreje.

## Vanjske poveznice
- Jeju na službenim stranicama Korejskog turizma  Arhivirana inačica izvorne stranice od 18. listopada 2015. (Wayback Machine) (engl.)
- Službena stranica pokrajine Jeju (engl.)